# خوسيه مارتشينا رويز دي كيويتو
خوسيه مارتشينا رويز دي كيويتو (بالإسبانية: José Marchena y Ruiz de Cueto)‏ هو صحفي وكاتب ومترجم وشاعر إسباني، ولد في 18 نوفمبر 1768 في أوتررا في إسبانيا، وتوفي في 31 يناير 1821 في مدريد في إسبانيا.